# 상원 (남조국)
상원(上元, 784년 ~ 808년)은 남조(南詔) 효항왕(孝恆王) 이모심(異牟尋)의 두번째 연호이다.

## 연대 대조표
| 상원       | 원년       | 2년        | 3년        | 4년        | 5년        | 6년        | 7년        | 8년        | 9년        | 10년       |
| 서기(西紀) | 784년      | 785년      | 786년      | 787년      | 788년      | 789년      | 790년      | 791년      | 792년      | 793년      |
| 간지(干支) | 갑자(甲子) | 을축(乙丑) | 병인(丙寅) | 정묘(丁卯) | 무진(戊辰) | 기사(己巳) | 경오(庚午) | 신미(辛未) | 임신(壬申) | 계유(癸酉) |
| 상원       | 11년       | 12년       | 13년       | 14년       | 15년       | 16년       | 17년       | 18년       | 19년       | 20년       |
| 서기(西紀) | 794년      | 795년      | 796년      | 797년      | 798년      | 799년      | 800년      | 801년      | 802년      | 803년      |
| 간지(干支) | 갑술(甲戌) | 을해(乙亥) | 병자(丙子) | 정축(丁丑) | 무인(戊寅) | 기묘(己卯) | 경진(庚辰) | 신사(辛巳) | 임오(壬午) | 계미(癸未) |
| 상원       | 21년       | 22년       | 23년       | 24년       | 25년       |            |            |            |            |            |
| 서기(西紀) | 804년      | 805년      | 806년      | 807년      | 808년      |            |            |            |            |            |
| 간지(干支) | 갑신(甲申) | 을유(乙酉) | 병술(丙戌) | 정해(丁亥) | 무자(戊子) |            |            |            |            |            |

## 동시대 연호
| 이전 연호 견룡(見龍) | 중국의 연호 남조(南詔) | 다음 연호 응도(應道) |